# Грб Лазаревца
Симболе Лазаревца осмислило је Српско хералдичко друштво "Бели Орао".

## Опис грба
Блазон основног грба гласи: У сребру између два црвена крина по хоризонтали исти такав стуб у коме је с краја на крај сребрни крст, а у средишту преко свега штит раздељен зелено и црно са сребрном западном фасадом костурнице-цркве Св. Димитрија такође преко свега. 
Блазон Средњег грба гласи: Основни грб (у сребру између два црвена крина по хоризонтали исти такав стуб у коме је с краја на крај сребрни крст, а у средишту преко свега штит раздељен зелено и црно са сребрном западном фасадом костурнице-цркве Св. Димитрија такође преко свега.) надвишен златном бедемском круном са три видљива мерлона. Испод штита исписан је назив места и општине. 
Блазон Великог грба гласи: Основни грб (у сребру између два црвена крина по хоризонтали исти такав стуб у коме је с краја на крај сребрни крст, а у средишту преко свега штит раздељен зелено и црно са сребрном западном фасадом костурнице-цркве Св. Димитрија такође преко свега.) надвишен златном бедемском круном са три видљива мерлона. Чувари грба су два анђела са златним ореолима, црвеним трака око чела и црвеним орарима оперваженим златом укрштеним на грудима, одевена у дуге беле хаљине, од којих сваки држи пурпурно златом оковано копље са кога се у поље вије златним ресама оперважен стег Београда (десно), односно Титулара (лево). Постамент је травом обрастао брежуљак, у чијем су подножју плави таласи Колубаре. Испод грба исписано је име насељеног места и општине. 

### Књиге и научни чланци
- Ацовић, Драгомир М. (2000). Грбови града Београда. Београд: Српска књижевна задруга.
- Ацовић, Драгомир М. (2008). Хералдика и Срби. Београд: Завод за уџбенике.  152135692

### Правна регулатива
- „Статут градске општине Лазаревац” (PDF). Службени лист града Београда 43/08. 14. 11. 2008. стр. 49—60.
- „Одлука о грбу и стегу општине и насељеног места Лазаревац” (PDF). Службени лист града Београда 15/03. 2. 6. 2003. стр. 585—586.
- „Одлука о употреби и заштити грба и стега општине и насељеног места Лазаревац” (PDF). Службени лист града Београда 15/03. 2. 6. 2003. стр. 586—588.